# Graphiphora fuscolimbata
Graphiphora fuscolimbata är en fjärilsart som beskrevs av Barend J. Lempke 1962. Graphiphora fuscolimbata ingår i släktet Graphiphora och familjen nattflyn. Inga underarter finns listade i Catalogue of Life.